# Черников, Фёдор Устинович
Фёдор Устинович Черников (3 февраля 1920, Верхосеймье, Мантуровский район, Курская область — 20 октября 1971, Горловка) — стрелок 42-го стрелкового полка 180-й стрелковой дивизии 38-й армии Воронежского фронта, ефрейтор, Герой Советского Союза.

## Биография
Родился 3 февраля 1920 года в селе Верхосельское ныне Золотухинского района Курской области в крестьянской семье. Окончил горнопромышленное училище. Работал электрослесарем на шахте в городе Горловка Донецкой области Украины.
В Красной Армии с 1943 года. В действующей армии с мая 1943 года. Член ВКП(б)/КПСС с 1944 года.
Стрелок 42-го стрелкового полка комсомолец ефрейтор Фёдор Черников в ночь на 6 октября 1943 года переплыл реку Днепр в районе села Новые Петровцы Вышгородского района Киевской области Украины и, проложив кабельную линию, восстановил нарушенную связь командира 42-го стрелкового полка с плацдармом на правом берегу.
Указом Президиума Верховного Совета СССР от 29 октября 1943 года за образцовое выполнение боевых заданий командования и проявленные при этом мужество и героизм ефрейтору Черникову Фёдору Устиновичу присвоено звание Героя Советского Союза с вручением ордена Ленина и медали «Золотая Звезда».
В 1946 году Ф. У. Черников демобилизован. Жил в Горловке. Окончил горный техникум. Работал на шахте имени М. И. Калинина. Скончался 20 октября 1971 года.
Награждён орденом Ленина, медалями.
Именем Героя названа улица в городе Горловка Донецкой области Украины.